# コンドル斉藤
コンドル斉藤（コンドルさいとう、本名：斉藤 真知子、1967年8月11日 - ）は、日本の元・女子プロレスラー、イラストレーター、実業家。大阪府守口市出身。

## 経歴
1984年
- 全日本女子プロレス入門。
- 7月21日、デビュー戦が行われ永堀一恵に勝つ。

1985年
- ダンプ松本率いる極悪同盟の一員となる。
- 6月29日、リングネームを本名の斉藤真知子からコンドル斉藤に改名。
- 9月8日、永堀一恵との同期タッグでの試合が組まれ一年先輩の小倉由美&小松美加組から勝利。

1986年
- 1月4日、王座決定戦で永堀一恵を破り全日本ジュニア王座奪取。
- 1月5日、長与千種の負傷欠場により急遽WWWA世界タッグ王座決定戦が行われ、ブル中野とタッグチームを組み山崎五紀&立野記代組と対戦するも王座奪取ならず。
- 2月15日、全日本タッグ初代王座決定リーグ戦を全勝で決勝戦に進出するも小倉由美&永堀一恵組に敗れ王座奪取ならず。
- 3月20日、全日本ジュニアの初防衛戦で宇野久子(後の北斗晶)に敗れ王座転落。
- 8月4日、永堀一恵と同期タッグを結成し山崎五紀&立野記代組と対戦するも敗れる。
- 8月21日、小松美加&永友香奈子組の保持する全日本タッグ王座に石黒泰子と組み挑戦するも引き分けで王座奪取ならず。
- 12月6日、極悪同盟の一員として出場していたチーム対抗戦の決勝が行われニューヨーカーズを破り優勝。

1987年
- 1月9日、永堀一恵との同期タッグで宇野久子&堀田祐美子組と対戦。結果は引き分け。
- 8月5日、若手だけの興行、未来闘争 IN 後楽園 〜プレリュード〜が開催され永堀一恵との同期タッグでメインを張るも堀田祐美子&鈴木美香組に敗れる。
- 10月11日、タッグリーグ・ザ・ベスト'87でクラッシュギャルズとの同点決勝に進出するも敗れ準優勝（パートナーはブル中野）。
- 10月20日、小倉由美&永堀一恵組の保持するWWWA世界タッグ王座に挑戦しブル中野とのコンビで王座を奪取し第85代WWWA世界タッグ王座に就く。
- 12月14日、1987年度全日本女子プロレス大賞授与式が行われ技能賞を獲得。

1988年
- 1月5日、WWWA世界タッグ王座の初防衛戦が行われ堀田祐美子&西脇充子組と対戦し両軍入り乱れてのノーコンテストとなり王座はコミッショナー預りとなる。
- 2月28日、師匠のダンプ松本の引退試合でブル中野と組み変則マッチで対戦する。
- 4月、前年暮れからの肩の怪我で負傷欠場が多くなりドクターストップがかかり引退を決意。
- 5月15日、親友で同期の永堀一恵とともに引退セレモニーが行われる。

2005年
- 8月26日、後楽園ホールで行われたLLPWの「立野記代25周年記念バトルロイヤル」にOGとして参加。

2009年
- 8月3日、ネットラジオ番組「宇津雄一の宇宙一ラジオ」（オンエアーステーション）にゲスト出演した。
- 8月27日、新宿にショットバー「C#」をオープンさせた。

2010年
- コンドルが代表取締役のイラスト・デザイン会社で、株式会社プリンテックランドを設立する。

2011年
- 2月8日、「C#」を閉店して、中野区に野球居酒屋『少年野球指導教室 中野塾』を開店。マネージャー兼調理担当。

極悪同盟のメイクを担当していた経歴を活かし、引退後はイラストレーターとして各媒体で活躍中（全女在籍中時も漫画の連載を行なっていたほどだった）。「ホラー・オカルト少女マンガ誌」ハロウィンに鷹魏真知子のペンネームでホラー漫画を執筆。
現在もイラストレーター、居酒屋の仕事と並行してダンプ松本の極悪同盟再結成のプロレス試合時にはダンプの片腕としてセコンド、メイク等を担当していた。現在まで師匠のダンプに可愛がられている。

## 得意技
- 三日月蹴り
- ジャーマンスープレックス
- 地獄突き
- 二段式ニーパッド

## タイトル歴
- 全日本ジュニア王座
- WWWA世界タッグ王座